# Reperti di Beardmore

Una silhouette dei reperti di Beardmore

I reperti di Beardmore sono un gruppo di artefatti di epoca vichinga, che si dice siano stati riportati alla luce nei pressi di Beardmore, Ontario, in Canada, negli anni trenta. Si tratta di una spada vichinga, una testa d'ascia e di una barra di uso non definito (forse parte di uno scudo).
Secondo alcuni, questi reperti sarebbero la prova di un'antica occupazione norrena nell'Ontario settentrionale. Anche se l'autenticità dei reperti non è in discussione, la scoperta viene solitamente considerata una bufala. Negli anni trenta il Royal Ontario Museum acquistò i reperti da un individuo che affermò di averli disseppelliti di persona. Per circa vent'anni furono esposti nel museo. Il museo fu costretto a ritirarli dopo un'inchiesta pubblica attorno al 1956–1957. In questo periodo il figlio del supposto scopritore ammise che il padre aveva egli stesso sepolto i reperti. Il museo rimise segretamente in esposizione gli oggetti negli anni novanta.

## Ipotetica scoperta
Il 3 dicembre 1936, James Edward Dodd, un archeologo dilettante nonché ferroviere della CNR originario di Port Arthur (Ontario), vendette frammenti di ferro a Charles Trick Currelly, curatore del Royal Ontario Museum (ROM). Il prezzo stabilito fu di 500 dollari canadesi, cifra considerevole durante la Grande depressione. Il gruppo di oggetti era formato da una spada rotta, una testa d'ascia ed un ferro di uso non definito. Dodd affermò di aver dissotterrato i frammenti mentre era alla ricerca di oro, a sud-ovest di Beardmore, Ontario, il 24 maggio 1931. Secondo una versione degli eventi, Dodd portò a casa i frammenti, pensando che fossero reperti indiani; e per un certo tempo li tenne in legnaia, finché la sua scoperta fu raccontata a Currelly a Toronto. Currelly credette alla storia di Dodd ed esaminò i frammenti convincendosi della loro autenticità. Mandò le fotografie agli esperti d'Europa, i quali confermarono che erano di origine norrena. Dopo l'acquisto dei frammenti, Currelly li espose al ROM. In questo periodo, James Watson Curran, editore del The Sault Ste. Marie Star, disse che la scoperta dimostrava la presenza di sepolture vichinghe nella regione. Curran tenne molte conferenze sull'argomento "Un nordico morì in Ontario novecento anni fa"; e pubblicò anche un libro sull'argomento.

## Spiegazione proposta da Mowat

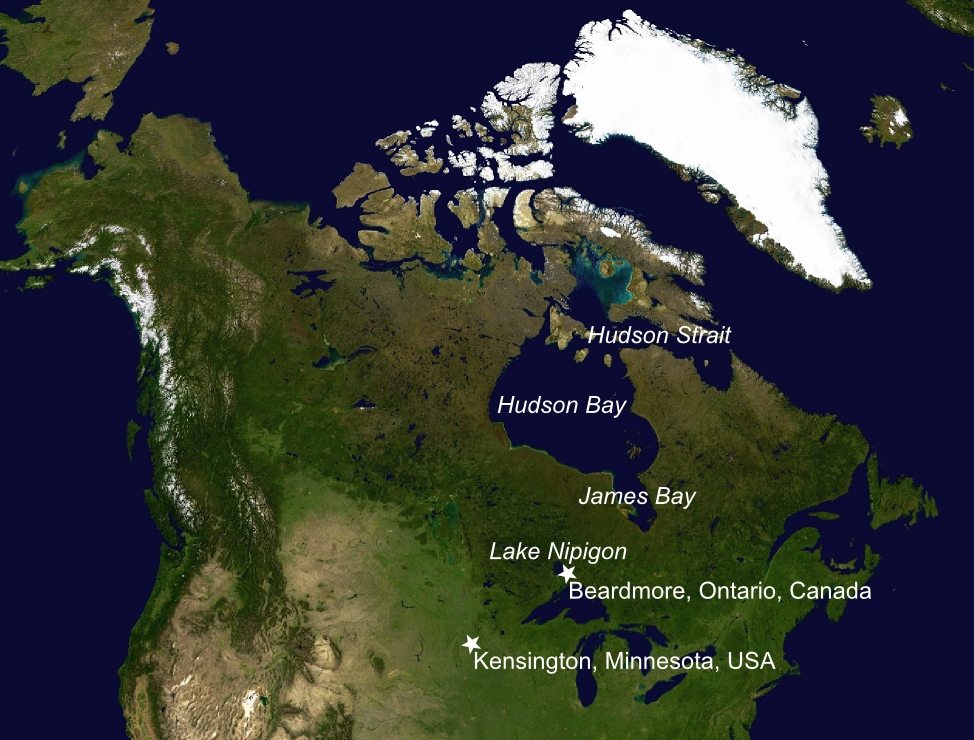
Posizione di Beardmore e Kensington in rapporto allo stretto di Hudson, alla baia di Hudson, alla baia di James ed al lago Nipigon

Lo scrittore canadese Farley Mowat, nel suo Westviking (pubblicato la prima volta nel 1965), ipotizzò che i reperti di Beardmore, e le incisioni delle pietra runica di Kensington, erano la prova dell'occupazione norrena della regione dell'Ontario e di parte del Minnesota. Si dice che la pietra di Kensington sia stata rinvenuta presso Kensington (Minnesota), da un contadino svedese-americano nel 1898. Consiste di uno pezzo di roccia con incise quelle che sembrano essere rune. La pietra runica è considerata da runologi e studiosi di lingue scandinave una bufala; la sua autenticità è sostenuta tuttora da ricercatori amatori e locali. L'iscrizione dice:
(Holman 2009: pp. 160–161)
Mowat pensò che i norreni avessero stabilito il campo nello stretto di Hudson; e che da qui potrebbero essere salpati prima nella baia di Hudson e poi nella baia di James, attraccando da qualche parte alla foce del fiume Albany. Da questo possibile approdo, Mowat ipotizzò che una spedizione possa avere viaggiato per nave fino ad un posto nei pressi del lago Nipigon. Mowat propose che questa spedizione possa essere stata guidata da Paul Knutson, e che le rune di Kensington si riferissero alla morte di dieci suoi seguaci. Mowat disse che i reperti di Beardmore sarebbero i resti di una sepoltura, e che la pietra di Kensington fosse stata in origine incisa ed abbandonata prima di ritirarsi frettolosamente verso nord-est. Secondo lui le rune potrebbero essere state trovate dai nativi americani, i quali le avrebbero portate fuori dal Minnesota.

## Scetticismo
Poco dopo l'acquisto dei "reperti" da parte del ROM, archeologi ed altri furono costernati dalla credulità del museo, notando discrepanze nelle affermazioni di Dodd, ed in quelle di amici e nemici. Dodd stesso aveva modificato la propria versione numerose volte. Alcuni critici ipotizzarono che Dodd avesse acquistato gli artefatti da un immigrato norvegese e li avesse seppelliti per simulare la scoperta.
Attorno al 1956–1957 Walter Dodd, figlio di James Edward Dodd, giurò che il padre aveva trovato i reperti nelle fondamenta di una casa all'indirizzo di 33 Machar Street 33, a Port Arthur. Egli vide il padre seppellire i reperti nel luogo della presunta scoperta, e che le sue precedenti dichiarazioni erano state fatte "su pressione" del padre. Fino a questo punto il ROM aveva difeso l'autenticità dei reperti e della supposta scoperta. Tra le discussioni, e la susseguente inchiesta pubblica, il ROM ritirò i reperti dall'esposizione. Secondo l'antropologo statunitense Edmund Carpenter, nei 25 anni intercorsi tra la scoperta e l'ammissione del figlio i successivi direttori del ROM e molti dello staff conoscevano buona parte della 'vera' storia dei reperti. Carpenter disse che lo staff conosceva la collezione da cui provenivano gli oggetti, e che sapevano anche il nome della nave con la quale raggiunsero il Canada. Secondo lo storico F. Donald Logan, i reperti sembrano essere stati importati dalla Scandinavia attorno al 1923, e finirono a Port Arthur che aveva un'abbondante popolazione di immigrati norvegesi. Si disse che per oltre 30 anni i responsabili del museo si rifiutarono di permettere le fotografie ai reperti, e che alla fine degli anni novanta il ROM abbia segretamente rimesso in esposizione i reperti.